# ASFiNAG
ASFiNAG (Autobahnen- und Schnellstraßen- Finanzierungs- Aktiengesellschaft) er et infrastrukturselskab i Østrig, der er ejet af den østrigske stat. Selskabets opgave er at planlægge, finansiere, bygge, vedligeholde og drive det østrigske motorvejsnet, der har en samlet længde på over 2.000 kilometer. Derudover står selskabet for opkrævning af afgifter på motorveje og strækninger med en særlig afgift. Selskabet administrerer den såkaldte Vignette, der er et mærkat, der påklistres forruden i bilen som tegn på, at der er betalt afgift.

## Medarbejdere og indtjening
I 2007 beskæftigede koncernen i alt 2.646 medarbejdere, og havde indtægter på 1,425 mia. Euro fra vejafgiftssystemet fordelt på:
- 322 mio. Euro fra salg af mærkater (Vignette)
- 119 mio. Euro fra strækningsafgifter
- 984 mio. Euro fra lastvogns kørselsafgifter